# Bufo castaneoticus
Bufo castaneoticus là một loài cóc thuộc họ Bufonidae. Loài này có ở Bolivia, Brasil, Colombia, và Peru. Môi trường sống tự nhiên của chúng là rừng ẩm vùng đất thấp nhiệt đới hoặc cận nhiệt đới và đầm nước ngọt có nước theo mùa.